# 番茄碱
番茄碱（Tomatine）是一种糖苷生物碱，发现存在于茄子、马铃薯和番茄等茄科植物的茎叶與青果中，果实中番茄碱的含量浓度随着果实成熟度增加而降低。它具有杀真菌，抗微生物，杀虫等特点。化学纯的番茄碱是标准温度和压力下的白色结晶固体。番茄碱以及密切相关的糖苷配基衍生物tomatidine已被证明具有多种健康益处。
番茄碱有时会与在發芽马铃薯、未熟的番茄、龍葵中发现的茄碱（Solanine）混淆。

## 历史
英国植物学家约翰·杰勒德（John Gerard）是番茄植物的首批栽培者之一。在他的出版物《伟大的草药》（Grete Herball）中，他认为番茄是有毒的（未成熟的番茄确实含有有毒的茄碱，但成熟的则不会）。因此，从15世纪传入欧洲大陆，直到18世纪中叶，在英國一般都不會食用番茄。
1837年，由番茄萃取物開發的產品在美國上市: 宣稱能改善胆汁器官功能的“Phelp复方番茄丸”，其含有番茄碱。該药物由医生Guy R. Phelps制造，他说生物碱番茄碱是有史以来最有用的发现之一。据说番茄碱是一种汞解毒剂。
在20世纪中期，美国农业部科学家率先从野生番茄物种"龙胆番茄(Lycopersicon pimpinelifolium)"和栽培物种"番茄(Lycopersicon esculentum)"中分离出来。

## 结构和生物合成

图1: 茄科植物中α-番茄碱(26)与其他类固醇糖生物碱的生物合成。

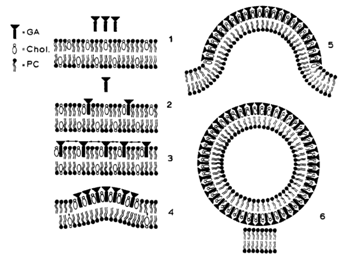
图2：糖苷生物碱膜破坏的机制

阿尔法番茄碱（α-tomatine）属于化合物类固醇糖苷生物碱。这些化合物由作为胆固醇衍生物的糖苷配基和碳水化合物链组成，在α-番茄碱的情况下由两个D-葡萄糖单元，一个D-半乳糖单元，和一个D-木糖单元组成。在α-番茄碱中，称为硫酸四糖的四糖连接到甾体糖苷配基的O-3上。起初认为甾族生物碱的合成仅仅涉及胆固醇与精氨酸作为掺入氮源的多羟基化，氧化和胺化的多个步骤。后来糖苷生物碱代谢基因被发现。这些基因产生糖苷生物碱代谢酶（glycoalkaloid metabolism enzymes，缩写：GAME），它们负责马铃薯和番茄植物中类固醇生物碱苷元的合成 。这些酶的反应如图1所示。

## 作用机制
番茄碱可能在番茄植物抵抗真菌，微生物，昆虫和草食性动物的攻击中起主要作用。
糖苷生物碱（番茄碱所属的）的作用可以分为两个主要部分：细胞膜的破坏和乙酰胆碱酯酶的抑制。番茄碱负责番茄的植物防御，例如科罗拉多金花虫和蜗牛。它也抵抗真菌。

### 膜破坏
番茄碱的膜破坏性质是由与胆固醇形成1：1络合物的能力引起的。图2显示了糖苷生物碱膜破坏的可能机制。

### 抑制乙酰胆碱酯酶
另一种已知的作用机制是酶依赖性的乙酰胆碱酯酶的竞争性抑制。神经递质乙酰胆碱在从神经元到肌肉的信号传递中发挥作用。它从神经元释放，并结合肌肉膜，导致去极化和肌肉作用。为了允许接收到新的信号，释放的乙酰胆碱应该被乙酰胆碱酯酶分解。
如果乙酰胆碱酯酶被抑制，释放的乙酰胆碱不能分解，并停留在神经肌肉接头和中枢神经系统的突触中，从而抑制神经信号的进一步传递。还可以发生丁酰胆碱酯酶的可逆抑制。丁酰胆碱酯酶的功能尚未完全了解，但可能在细胞生长中起作用 。大多数用于农业的合成农药通过抑制乙酰胆碱酯酶来杀死昆虫。

## 用途
番茄碱已被用作溶液中沉淀胆固醇的分析化学试剂。而且，已知番茄碱是与某些蛋白质抗原有关的免疫佐剂。

## 毒性
番茄碱对人类的可能风险尚未得到正式研究，因此不能推出“未观察到有害作用剂量”（NOAEL）。番茄碱的毒性只在实验室动物中进行了研究。动物中急性毒瘤中毒的症状与茄碱的中毒症状相似。这些症状包括呕吐，腹泻，腹痛，嗜睡，混乱，虚弱和抑郁。相對於茄鹼，番茄碱被认为对哺乳动物的毒性作用较小。人体吸收的番茄碱的量以及可能的新陈代谢是未知数。没有证据表明食用番茄会引起急性毒性或遗传毒性作用。
人类食用中等量的番茄碱的似乎没有明显的毒性作用。由于“腌绿”和“炒绿色番茄”的广泛消费以及高番茄碱番茄的消费（秘鲁的土著人的更好地被称为“樱桃番茄”的一个变种）具有非常高的番茄碱含量（在500-5000mg / kg干重的范围内）。
《纽约时报》食品科学家作家哈洛德·马基（Harold McGee）在医学和兽医学文献中发现了番茄毒性的证据很少，并且观察到干燥的番茄叶（含有比果实中更高浓度的生物碱）偶尔用作食品调味料或装饰品，而没有问题。他还报告说，一个成年人可能不得不吃一磅番茄叶来摄取有毒（不一定是致命的）的剂量。